# Bochotnica (Nałęczów)
Bochotnica, Bochotnica Kościelna, Bochotnica Większa – część miasta Nałęczów. Pierwotnie osada z okresu IX i X wieku, a następnie w XIV wieku wieś parafialna. Została włączona do Nałęczowa w 1962. Leży w południowej części miasta, nad rzekami Bochotniczanką i Bystrą. Obejmuje ulice: Bochotnica, Cynkowską, Graniczną, Łąkową, Słowiczą, Wojciechowską i Grzegorza Wójcika.
Wieś królewska położona była w drugiej połowie XVI wieku w powiecie lubelskim w ziemi lubelskiej województwa lubelskiego.
Miejscowość stanowi sołectwo gminy Nałęczów.

## Historia
W dokumentach występuje od 1350 roku. Notowana jest pod następującymi nazwami: w roku 1350 była to „Bochotnicza”, następnie 1470–80 „Bochotnycza Maior” – „Bochotnica Większa”, 1529 „Bochothnycza episcopalis” – „Bochotnica Biskupia”, od końca XVIII wieku „Bochotnica Kościelna”.
Wieś stanowiła własność królewską w tenucie Kazimierz, od 1523 własność szlachecka dziedziczna.
Podczas gdy zachodnia część dzisiejszego miasta, zawierająca folwark i pałac, od 1772 nazywana była Nałęczowem, wschodnia część, obejmująca kościół parafialny i zabudowania chłopskie, utrzymała nazwę „Bochotnica”.
W latach 1867–1928 Bochotnica należała do gminy Drzewce, a 1929–1954 do gminy Nałęczów w powiecie nowoaleksandryjskim / puławskim; początkowo w guberni lubelskiej, a od 1919 w woj. lubelskim. Tam 14 października 1933 weszła w skład gromady o nazwie Bochotnica w gminie Nałęczów, składającej się ze wsi Bochotnica, kolonii Antopol Nr 1, majątku Antopol i posiołka Bochotnica.
Podczas II wojny światowej Bochotnicę włączono do Generalnego Gubernatorstwa (dystrykt lubelski, Kreis Pulawy). W 1943 roku liczba mieszkańców wynosiła 853. Po wojnie ponownie w województwie lubelskim, jako jedna z 11 gromad gminy Nałęczów w powiecie puławskm.
W związku z reformą znoszącą gminy jesienią 1954 roku, Bochotnicę włączono do nowo utworzonej gromady Nałęczów.
1 stycznia 1957 Bochotnicę wyłączono ze znoszonej gromady Nałęczów i włączono ją do utworzonego rok wcześniej osiedla Nałęczów, w związku z czym Bochotnica stała się integralną częścią Nałęczowa. Sześć i pół roku później, 30 czerwca 1963 Nałęczów otrzymał status miasta, przez co Bochotnica stała się obszarem miejskim.

## Tenutariusze królewscy
- 1429 – Dwóch Krystynów i Warsz z Ostrowa[23].
- 1430 – Warsz kasztelan lubelski[23].
- 1443 – Grot tenutariusz kazimierski daje wwiązanie w Bochotnicy Bartoszowi z Moszny[23].
- 1451 – Elżbieta wdowa po Warszu kasztelanie lubelskim[23].
- 1468 – Jan Kazimierski oficjał lubelski odstępuje część w Bochotnicy swemu bratu Grotowi z Ostrowa[23].
- 1470–80 – tenutariusz Mikołaj Kazimierski herbu Rawa, posiada folwark na 7 łanach kmiecych, 2 karczmy, 2 zagrodników bez ról (Długosz L.B. II 556, III 247).
- 1491 – tenutariusz Mikołaj z Ostrowa kasztelan biecki i starosta lubelski[23].
- 1501 – bracia Jan i Andrzej z Samborca oświadczają, że król zadośćuczynił im za wieś Bochotnicę. należną prawem bliższości po Mikołaju z Ostrowa staroście lubelskim[24].
- 1523 – Zygmunt I nadaje dziedzicznie Bochotnicę. Janowi, Pawłowi i Stanisławowi Samborzeckim, po nich Mikołaj Samborzecki.
- 1551–53 – zanotowano pobór z 1 1/2 łana kmiecego, młyna; wójt dziedziczny Jan Gawron na 1/2 łanie.

Z 1787 r. pochodzi zapis: „we wsi Bochotnicy Kościelney teraz Nałęczów zwaney”, co oznacza, iż folwark założony w części Bochotnicy posiadał już nazwę urobioną od herbu właścicieli Małachowskich herbu Nałęcz. Bochotnica istniała zaś nadal jako wieś, zapisana w 1905 r. jako „Bochotnica Kościelna”. Podobnie w 1921 r. Po przekształceniu w 1962 r. uzdrowiska Nałęczów w miasto włączono doń starą Bochotnicę. Jest jego częścią do dzisiaj.

### Kościół i parafia w Bochotnicy – granice, powinności, osoby występujące w dokumentach
Parafia podlega archidiecezji lubelskiej.
- W latach 1350–4 kościół Św. Mikołaja ujawnia dochód plebana w wysokości 1 grzywny.
- W latach 1470–30 kościół św. Jana Ewangelisty. Parafii obejmuje wsie Chruszczów, Cynków, Czasławice, Strzelce, Sadurki (Długosz L.B. II 556, III 247).
- W roku 1490 pleban zrzeka się na rzecz opactwa świętokrzyskiego dziesięciny z 7 ról kmiecych w Bochotnicy do granic Wojciechowa, na południe od ról dworskich do krzaków na granicy wsi Bątki, z wyjątkiem roli plebańskiej Wieniawa w środku ról Nazapłocie i Zadołami, z polowy roli sołtysa koło jego dworu aż do Dołów, z ról Borki i Gile, z ról po obu stronach drogi do Lublina uprawianych obecnie przez dwór zaczynając od wsi Bochotnica do miejsca zwanym Zajazdy we wsi Sadurki, z wyjątkiem roli Gołe doły na granicy z wsią Bątki[30].
- W 1529 dziesięcina płacona jest prepozytowi w Wąwolnicy, plebanowi w Bochotnicy czynsz od 1 kmiecia i 1 wiardunku, z karczmy 1 wiardunek, dziesięcina z części folwarcznej i sołectwa w Bochotnicy oraz z Chruszczowa, Strzelec, Czesławia, Sadurek, łącznie z kolędą ogółem 19 grzywien 24 gr (Liber retaxationum 437, 440).
- W latach 1531–3 okręg parafialny bez zmian.

### Plebani
- 1409–14 Jakub[23]
- 1414 Jan[23]
- 1418–1425 Jakub[23][31]
- 1440 Jan[31]
- 1452–9 Jan Janiski[30]
- 1477–90 Hieronim[23]

### Dawny właściciel
Mikołaj Samborzecki był dziedzicem miasteczka Okrzeja i wsi Wola Okrzejska w województwie sandomierskim w powiecie stężyckim. W województwie lubelskim w powiecie lubelskim posiadał wsie: Bochotnicę, Jakubowice i Rudnik, a w powiecie łukowskim części wsi Tchórzów i Wrzosów. W swoich dobrach prowadził Samborzecki gospodarkę folwarczną i spławiał zboże do Gdańska. Należał do zwolenników reformacji. Z kościołów w Okrzei i Bochotnicy wypędził księży, przy czym w Bochotnicy zagarnął srebro i sprzęty kościelne. Nie interesował się sprawami doktrynalnymi czy organizacyjnymi reformacyjnego Kościoła, brak bowiem jakiejkolwiek wzmianki o jego uczestnictwie w zjazdach różnowierczych. Należał do ludzi znanych, a bliżej związany był chyba z rodziną Tęczyńskich. Mikołaj Rej poświęcił Samborzeckiemu wiersz w „Zwierzyńcu”. Zmarł na przełomie lat 1565 i 1566, przed 8 lutego 1566 .